# تشن فنغ مين
تشن فنغ مين (بالإنجليزية: Chen Feng-min) (من مواليد 29 أكتوبر 1977) هو لاعب كرة القاعدة تايواني.

## روابط خارجية
- تشن فنغ مين على موقعبيزبول رفرنس.كوم (الدوري الثانوي) (الإنجليزية)
- تشن فنغ مين على موقع أوليمبيديا (الإنجليزية)